# Metamorphosen (R. Strauss)
Metamorphosen in c-klein is een compositie voor 23 strijkinstrumenten geschreven door Richard Strauss. Het werk werd in de laatste maanden van de Tweede Wereldoorlog geschreven. De première vond plaats op 25 januari 1946 onder leiding van opdrachtgever Paul Sacher en het Collegium Musicum Zürich. Het is een van Strauss' laatste werken.

## Compositie
Het werk werd geschreven als een rouwbetuiging die in Duitsland bestond na alle vernietigingen. Men gaat ervan uit dat het stuk is geschreven als klaagzang op de culturele instituties die te lijden hadden onder de oorlog, met name de vernietiging van operahuizen (waar zijn werken werden uitgevoerd). Voor Strauss gold dit in het bijzonder voor het Goethe-Haus, een operagebouw in Frankfurt am Main dat werd vernietigd. Strauss schreef naar Joseph Gregor, een operaschrijver: 
" 's Werelds heiligste plaats - vernietigd!"
Het hoofdmotief van deze metamorfose is afkomstig uit de begrafenismars (het tweede deel) uit Beethovens Derde Symfonie Eroïca. In de partituur vallen de woorden In Memoriam te lezen onder de noten voor de contrabas. Daarnaast wordt onder andere geciteerd uit het Siegfried-Idyll van Richard Wagner.
Het werk bestaat uit complexe contrapuntharmonieën.

## Opmerking
De Nederlandse componist Matthijs Vermeulen zag het stuk als een klaagzang op Adolf Hitler en de teloorgang van het naziregime. Dit valt niet te rijmen met het vermoeden bij sommigen dat Strauss een hekel gehad zou hebben aan Hitler. Aangezien Strauss gedurende het Derde Rijk partijlid en een officiële cultuurdrager was (hij was President van de Reichsmusikkammer, RMK), zou hij dit echter kundig verborgen moeten hebben gehouden.